# St Helen’s (Ranworth)

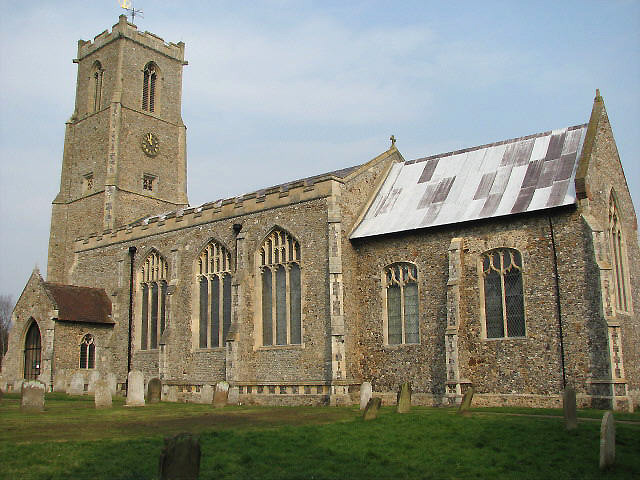
St Helen, Ranworth (Foto Evelyn Simak)

Die um 1370 errichtete Kirche St Helen’s in Ranworth (Norfolk, England) ist eine auch unter der Bezeichnung „The Cathedral of the Broads“ bekannte anglikanische Pfarrkirche, die ein als Grad I gelistetes Gebäude ist. Der rund 30 m hohe Turm bietet eine weite Aussicht auf die Norfolk Broads.

## Bau und Ausstattung

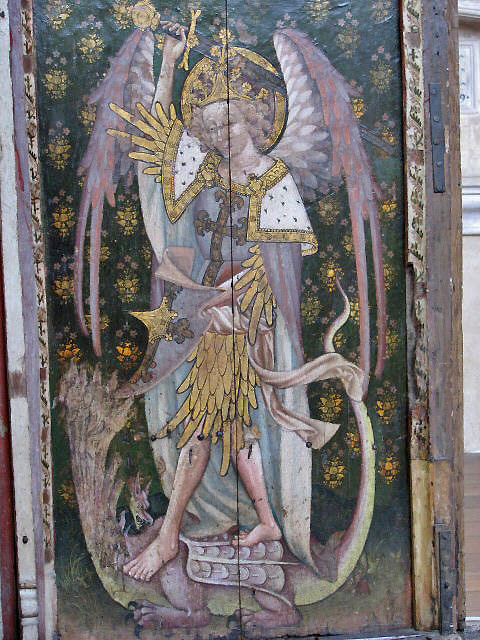
Hl. Michael von der Chorschranke (Foto Evelyn Simak)

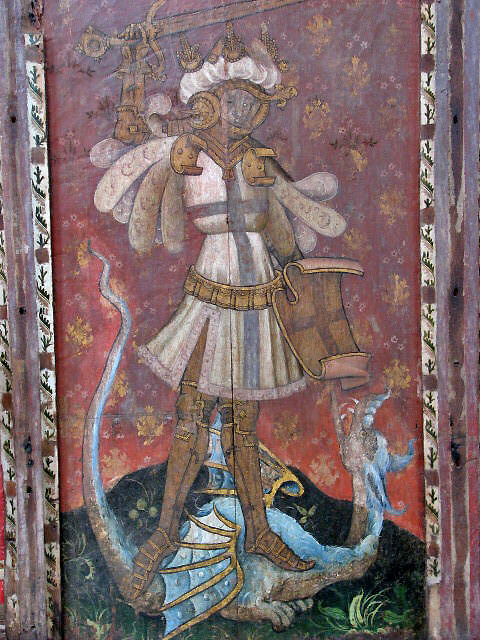
Hl. Georg von der Chorschranke (Foto Evelyn Simak)

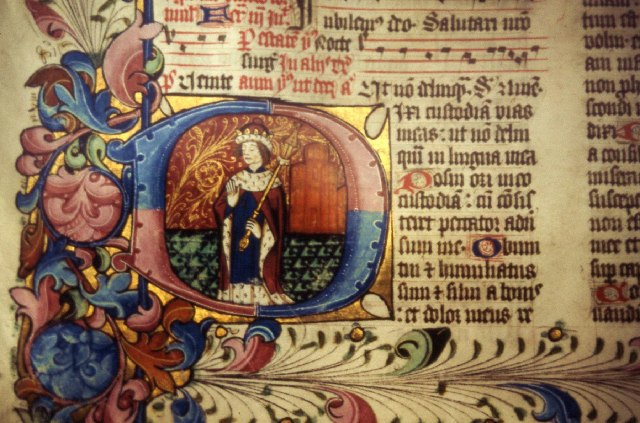
Das Antiphonar (Foto Lynne Kirton)

Die Kirche ist von beschränktem architektonischem Interesse.
Die Ausstattung aus Holz umfasst Miserikordien, die Kanzel und ein mittelalterliches Kantorenpult. Berühmt ist die Kirche für ihre die ganze Breite des Kirchenschiffs ausfüllende Chorschranke aus dem Ende des 15. Jahrhunderts, die als einer der Höhepunkte der englischen Malerei aus dieser Zeit gilt. Es wird ein flämischer oder spanischer Einfluss vermutet. Seit dem 16. Jahrhundert fehlen einige Teile wie die wohl ursprünglich oberhalb angebrachte Kreuzigungsgruppe, die sich im benachbarten Ludham erhalten hat. Der mittlere Abschnitt enthält Darstellungen der zwölf Apostel mit ihren Emblemen in zeitgenössischen Kleidern, ersetzt aber Matthias durch Paulus. Herausragend sind die flankierenden Darstellungen der Heiligen Michael und Georg.
Bemerkenswert ist auch das um 1400 entstandene illuminierte Antiphonar aus Langley Abbey, das 1912 wieder in die Kirche kam.